# Kolanjān
Kolanjān (persiska: كُلَنجان, كُلِنجان, كَلَنجَن, کلنجان) är en ort i Iran.   Den ligger i provinsen Hamadan, i den nordvästra delen av landet, 300 km väster om huvudstaden Teheran. Kolanjān ligger 1 802 meter över havet och antalet invånare är 165.
Terrängen runt Kolanjān är varierad.Runt Kolanjān är det ganska tätbefolkat, med 86 invånare per kvadratkilometer. Närmaste större samhälle är Tūyserkān, 7,2 km sydost om Kolanjān. Trakten runt Kolanjān består i huvudsak av gräsmarker.